# Campeonato Baiano de Futebol de 2025 - Segunda Divisão
A segunda divisão do Campeonato Baiano de 2025 foi a quinquagésima nona edição desta competição futebolística organizada pela Federação Bahiana de Futebol (FBF).

## Participantes e regulamento
O regulamento da segunda divisão do Campeonato Baiano de 2025 será semelhante ao do ano anterior: numa primeira fase, os dez participantes se enfrentarão em turno único com pontos corridos. Os quatro primeiros colocados se qualificarão para as semifinais - disputadas em jogos de ida e volta. Os vencedores prosseguirão para a decisão, que será disputada em duas partidas, com o mando de campo da última partida para o clube com melhor campanha. O campeão e o vice garantem vaga na elite do futebol baiano em 2026. Já os dois últimos colocados estarão rebaixados para a Série C do Baianão.
Em caso de empate entre duas ou mais equipes, serão adotados estes critérios de desempate:
1. Maior número de vitórias;
2. Maior saldo de gols;
3. Maior número de gols marcados;
4. Confronto direto;
5. Menor número de cartões vermelhos recebidos;
6. Menor número de cartões amarelos recebidos;
7. Sorteio.

Semifinal e Final são disputadas no sistema mata-mata em jogos de ida e volta. Em caso de empate entre duas ou mais equipes, serão adotados estes critérios de desempate:
1. Melhor saldo de gols no confronto;
2. Disputa de pênaltis.

## Primeira fase
| Pos | Equipe               | Pts | J | V | E | D | GP | GC | SG  | Classificação ou descenso       |     | ITA | BFE | FLF | GAL  | YPI | VCO | SSA         | LEO  | TEI  | GRA |
| --- | -------------------- | --- | - | - | - | - | -- | -- | --- | ------------------------------- | --- | --- | --- | --- | ---- | --- | --- | ----------- | ---- | ---- | --- |
| 1   | Itabuna              | 23  | 9 | 7 | 2 | 0 | 20 | 7  | +13 | Classificados para a Fase Final |     | —   | 1–0 | 1–0 |      | 2–2 | 3–2 |             |      |      | 2–0 |
| 2   | Bahia de Feira       | 20  | 9 | 6 | 2 | 1 | 28 | 5  | +23 | Classificados para a Fase Final |     |     | —   |     |      | 2–0 | 3–0 | 2–1         | 6–2  | 7–0  |     |
| 3   | Fluminense de Feira  | 20  | 9 | 6 | 2 | 1 | 16 | 5  | +11 | Classificados para a Fase Final |     |     | 1–1 | —   | 1–1  | 2–1 | 2–0 |             |      | 2–0  |     |
| 4   | Galícia              | 15  | 9 | 4 | 3 | 2 | 20 | 9  | +11 | Classificados para a Fase Final |     | 2–3 | 0–0 |     | —    |     | 1–2 |             |      |      | 8–1 |
| 5   | Ypiranga             | 13  | 9 | 3 | 4 | 2 | 11 | 9  | +2  |                                 |     |     |     |     | 1–1  | —   | 0–0 | 0–0         | 2–1  | 3–0* |     |
| 6   | Vitória da Conquista | 11  | 8 | 3 | 2 | 3 | 8  | 11 | −3  |                                 |     |     |     |     | 0–0  | —   | 1–1 | [ nota 20 ] |      | 2–1  |     |
| 7   | SSA                  | 10  | 9 | 2 | 4 | 3 | 10 | 8  | +2  |                                 | 0–0 |     | 1–2 | 0–1 |      |     | —   | 1–1         | 2–0  |      |     |
| 8   | Leônico              | 7   | 8 | 2 | 1 | 5 | 12 | 20 | −8  |                                 | 1–5 |     | 0–3 | 1–3 |      |     |     | —           | 3–0* |      |     |
| 9   | Teixeira de Freitas  | 1   | 9 | 0 | 1 | 8 | 0  | 24 | −24 | Rebaixado à terceira divisão    |     | 0–3 |     |     | 0–3* |     | 0–1 |             |      | —    | 0–0 |
| 10  | Grapiúna             | 1   | 9 | 0 | 1 | 8 | 4  | 31 | −27 | Rebaixado à terceira divisão    |     |     | 0–7 | 0–3 |      | 1–2 |     | 1–4         | 0–3  |      | —   |

### Desempenho por rodada
Clubes que lideraram o grupo ao final de cada rodada:
| Rodadas | Rodadas | Rodadas | Rodadas | Rodadas | Rodadas | Rodadas | Rodadas | Rodadas |
| ------- | ------- | ------- | ------- | ------- | ------- | ------- | ------- | ------- |
| 1       | 2       | 3       | 4       | 5       | 6       | 7       | 8       | 9       |
| BFE     | ITA     | ITA     | ITA     | ITA     | ITA     | ITA     | ITA     | ITA     |

Clubes que ficaram na última posição do grupo ao final de cada rodada:
| Rodadas | Rodadas | Rodadas | Rodadas | Rodadas | Rodadas | Rodadas | Rodadas | Rodadas |
| ------- | ------- | ------- | ------- | ------- | ------- | ------- | ------- | ------- |
| 1       | 2       | 3       | 4       | 5       | 6       | 7       | 8       | 9       |
| TEI     | TEI     | TEI     | TEI     | TEI     | GRA     | GRA     | TEI     | GRA     |

## Fase final
Em itálico, as equipes que possuem o mando de campo no primeiro jogo do confronto e em negrito, as equipes classificados.
|  | Semifinais          | Semifinais     | Semifinais | Semifinais |   |         | Final | Final | Final | Final |
|  |                     |                |            |            |   |         |       |       |       |       |
|  | Galícia (pen)       | 0              | 0          | 0 (9)      |   |         |       |       |       |       |
|  | Itabuna             | 0              | 0          | 0 (8)      |   |         |       |       |       |       |
|  | Itabuna             | 0              | 0          | 0 (8)      |   | Galícia | 0     | 2     | 2     |       |
|  |                     |                |            |            |   | Galícia | 0     | 2     | 2     |       |
|  |                     | Bahia de Feira | 1          | 2          | 3 |         |       |       |       |       |
|  | Fluminense de Feira | Bahia de Feira | 1          | 2          | 3 | 1       | 0     | 1     |       |       |
|  | Fluminense de Feira |                |            |            |   | 1       | 0     | 1     |       |       |
|  | Bahia de Feira      | 1              | 3          | 4          |   |         |       |       |       |       |

### Semifinais
Jogos de ida
| 5 de julho Ida                                | Fluminense de Feira | 1 – 1          | Bahia de Feira | Feira de Santana                                                                                   |  |
| 15:00                                         | Luan Rodrigues 50'  | Súmula Borderô | 45+9' Wallace  | Estádio: Joia da Princesa Público: 1 456 Renda: R$ 37 820,00 Árbitro: BA Bruno Pereira Vasconcelos |  |
| \| \| Flu de Feira \| \| Bahia de Feira \| \| |                     |                |                | |  |
|                                               | Flu de Feira        |                | Bahia de Feira | |  |

| 6 de julho Ida                    | Galícia | 0 – 0          | Itabuna | Feira de Santana                                                                        |  |
| 15:00                             |         | Súmula Borderô |         | Estádio: Arena Cajueiro Público: 52 Renda: R$ 1 040,00 Árbitro: BA Eziquiel Sousa Costa |  |
| \| \| Galícia \| \| Itabuna \| \| |         |                |         |                                                                                         |  |
|                                   | Galícia |                | Itabuna |                                                                                         |  |

Jogos de volta
| 12 de julho Volta                             | Bahia de Feira                      | 3 – 0          | Fluminense de Feira | Feira de Santana                                                                                  |  |
| 15:00                                         | Lucas Santos 61' · Rhuann 63' 90+1' | Súmula Borderô |                     | Estádio: Arena Cajueiro Público: 1 891 Renda: R$ 56 150,00 Árbitro: BA Josué Reis de Jesus Júnior |  |
| \| \| Bahia de Feira \| \| Flu de Feira \| \| |                                     |                |                     |                                                                                                   |  |
|                                               | Bahia de Feira                      |                | Flu de Feira        |                                                                                                   |  |

| 13 de julho Volta | Itabuna | 0 – 0 (8–9 pen.) | Galícia | Feira de Santana                                                                                        |  |
| 15:00 |         | Súmula Borderô |         | Estádio: Joia da Princesa Público: 37 Renda: R$ 1 110,00 Árbitro: BA Emerson Ricardo de Almeida Andrade |  |
| |         | Penalidades |         | |  |
| Vicente Caique Guilherme Ivo Jeferson Douglas Thiago Zé Felipe Vicente Ferreira Aisley Rodrigo Italo Pezão Lucas Sérgio Vicente |         | Juan Palacios Mamedio Popó Felipinho Brendon Kekeu Caio D'ajuda Luiz Bahia Vítor Salvador Marques Eduardo Juan Palacios |         | |  |
| \| \| Itabuna \| \| Galícia \| \|                                                                                               |         | |         | |  |
| | Itabuna | | Galícia | |  |

### Final
Jogo de ida
| 20 de julho Ida | Galícia | 0 – 1          | Bahia de Feira | Feira de Santana                                                                           |  |
| 15:00           |         | Súmula Borderô | 68' Ronan      | Estádio: Joia da Princesa Público: 192 Renda: R$ 3 920,00 Árbitro: BA Eziquiel Sousa Costa |  |

Jogos de volta
| 27 de julho Volta | Bahia de Feira                | 2 – 2          | Galícia                         | Feira de Santana                                                                                      |  |
| 15:00             | Arthur Martins 23' · Dodô 89' | Súmula Borderô | 65' Gabriel Memedio · 91' Kekeu | Estádio: Arena Cajueiro Público: 289 Renda: R$ 6 040,00 Árbitro: BA Ricarle Gustavo Gonçalves Batista |  |

## Premiação
| Campeonato Baiano Segunda Divisão de 2025 |
| ----------------------------------------- |
| Bahia de Feira Campeão (4.º título)       |

## Estatísticas

### Artilharia
| Gols | Jogador          | Equipe              |
| ---- | ---------------- | ------------------- |
| 7    | Juan Palacios    | Galícia             |
| 7    | Patrick Carvalho | Bahia de Feira      |
| 6    | Arthur Caculé    | SSA                 |
| 6    | Rickson          | Leônico             |
| 5    | Arthur Martins   | Bahia de Feira      |
| 5    | Ronan            | Bahia de Feira      |
| 4    | Luan Rodrigues   | Fluminense de Feira |
| 4    | Rhuann           | Bahia de Feira      |
| 4    | Vinícius Amaral  | Itabuna             |

#### Hat-trick
Estes foram os hat-tricks do Campeonato:
|   | Jogador          | Gols          | Mandante       | Placar | Visitante           | Data        | Etapa     | Ref.   |
| - | ---------------- | ------------- | -------------- | ------ | ------------------- | ----------- | --------- | ------ |
| 1 | Patrick Carvalho | 22', 52', 88' | Bahia de Feira | 7 – 0  | Teixeira de Freitas | 30 de abril | 1ª rodada | [ 17 ] |

### Público
Maiores públicos
Estes são os dez maiores públicos do campeonato:
| Nº | Público | Mandante             | Placar | Visitante            | Estádio          | Data        | Rodada    | Ref.   |
| -- | ------- | -------------------- | ------ | -------------------- | ---------------- | ----------- | --------- | ------ |
| 1  | 1 891   | Bahia de Feira       | 3–0    | Fluminense de Feira  | Arena Cajueiro   | 12 de julho | Semifinal | [ 18 ] |
| 2  | 1 754   | Fluminense de Feira  | 1–1    | Bahia de Feira       | Joia da Princesa | 24 de maio  | 5ª        | [ 19 ] |
| 3  | 1 456   | Fluminense de Feira  | 1–1    | Bahia de Feira       | Joia da Princesa | 5 de julho  | Semifinal | [ 20 ] |
| 4  | 1 142   | Fluminense de Feira  | 1–1    | Galícia              | Joia da Princesa | 10 de maio  | 3ª        | [ 21 ] |
| 5  | 1 113   | Vitória da Conquista | 1–1    | SSA                  | Lomantão         | 31 de maio  | 6ª        | [ 22 ] |
| 6  | 658     | SSA                  | 1–2    | Fluminense de Feira  | Joia da Princesa | 7 de junho  | 7ª        | [ 23 ] |
| 7  | 532     | Fluminense de Feira  | 2–0    | Vitória da Conquista | Joia da Princesa | 4 de maio   | 2ª        | [ 24 ] |
| 8  | 412     | Fluminense de Feira  | 2–0    | Teixeira de Freitas  | Joia da Princesa | 31 de maio  | 6ª        | [ 25 ] |
| 9  | 335     | Vitória da Conquista | 0–0    | Ypiranga             | Lomantão         | 30 de abril | 1ª        | [ 26 ] |
| 10 | 320     | Vitória da Conquista | 2–1    | Grapiúna             | Lomantão         | 18 de maio  | 4ª        | [ 27 ] |

Menores públicos
Estes são os dez menores públicos do campeonato:
| Nº | Público | Mandante            | Placar | Visitante            | Estádio          | Data        | Rodada | Ref.   |
| -- | ------- | ------------------- | ------ | -------------------- | ---------------- | ----------- | ------ | ------ |
| 1  | 3       | Grapiúna            | 1–2    | Ypiranga             | Lomantão         | 11 de maio  | 3ª     | [ 28 ] |
| 2  | 4       | Grapiúna            | 0–3    | Leônico              | Waldomirão       | 30 de abril | 1ª     | [ 29 ] |
| 2  | 4       | Galícia             | 0–0    | Bahia de Feira       | Carneirão        | 3 de maio   | 2ª     | [ 30 ] |
| 2  | 4       | Teixeira de Freitas | 0–0    | Grapiúna             | Lomantão         | 3 de maio   | 2ª     | [ 31 ] |
| 2  | 4       | Grapiúna            | 0–7    | Bahia de Feira       | Mário Pessoa     | 31 de maio  | 6ª     | [ 32 ] |
| 2  | 4       | Teixeira de Freitas | 0–3    | Itabuna              | Lomantão         | 8 de junho  | 7ª     | [ 33 ] |
| 7  | 6       | Teixeira de Freitas | 0–1    | Vitória da Conquista | Mário Pessoa     | 24 de maio  | 5ª     | [ 34 ] |
| 8  | 8       | SSA                 | 0–1    | Galícia              | Joia da Princesa | 30 de abril | 1ª     | [ 35 ] |
| 8  | 8       | SSA                 | 2–0    | Teixeira de Freitas  | Joia da Princesa | 11 de maio  | 3ª     | [ 36 ] |
| 8  | 8       | Grapiúna            | 1–4    | SSA                  | Mário Pessoa     | 13 de junho | 8ª     | [ 37 ] |
| 8  | 8       | Grapiúna            | 0–3    | Fluminense de Feira  | Mário Pessoa     | 29 de junho | 9ª     | [ 38 ] |

Médias de público
Estas são as médias de público dos clubes no campeonato. Considera-se apenas os jogos da equipe como mandante e o público pagante:
| Pos.  | Equipe               | Média | Total  | Mandos | Maior | Menor |
| ----- | -------------------- | ----- | ------ | ------ | ----- | ----- |
| 1     | Fluminense de Feira  | 927   | 5 560  | 6      | 1 754 | 264   |
| 2     | Vitória da Conquista | 589   | 1 768  | 3      | 1 113 | 320   |
| 3     | Bahia de Feira       | 372   | 2 605  | 7      | 1 891 | 47    |
| 4     | SSA                  | 138   | 691    | 5      | 658   | 8     |
| 5     | Ypiranga             | 52    | 123    | 3      | 83    | 33    |
| 6     | Galícia              | 45    | 269    | 6      | 192   | 4     |
| 7     | Itabuna              | 44    | 217    | 5      | 92    | 13    |
| 8     | Leônico              | 34    | 68     | 2      | 48    | 20    |
| 9     | Grapiúna             | 5     | 27     | 5      | 8     | 3     |
| 10    | Teixeira de Freitas  | 5     | 14     | 3      | 6     | 4     |
| Total | Total                | 255   | 11 481 | 45     | 1 891 | 3     |

## Classificação Geral
| Pos | Equipe               | Pts | J  | V | E | D | GP | GC | SG  | Classificação ou descenso                                |
| --- | -------------------- | --- | -- | - | - | - | -- | -- | --- | -------------------------------------------------------- |
| 1   | Bahia de Feira       | 28  | 13 | 8 | 4 | 1 | 35 | 8  | +27 | Campeão e classificado para a Primeira Divisão 2026      |
| 2   | Galícia              | 18  | 13 | 4 | 6 | 3 | 22 | 12 | +10 | Vice-campeão e classificado para a Primeira Divisão 2026 |
| 3   | Itabuna              | 25  | 11 | 7 | 4 | 0 | 20 | 7  | +13 | Eliminados na semifinal                                  |
| 4   | Fluminense de Feira  | 21  | 11 | 6 | 3 | 2 | 17 | 9  | +8  | Eliminados na semifinal                                  |
| 5   | Ypiranga             | 13  | 9  | 3 | 4 | 2 | 11 | 9  | +2  |                                                          |
| 6   | Vitória da Conquista | 11  | 8  | 3 | 2 | 3 | 8  | 11 | −3  |                                                          |
| 7   | SSA                  | 10  | 9  | 2 | 4 | 3 | 10 | 8  | +2  |                                                          |
| 8   | Leônico              | 7   | 8  | 2 | 1 | 5 | 12 | 20 | −8  |                                                          |
| 9   | Teixeira de Freitas  | 1   | 9  | 0 | 1 | 8 | 0  | 24 | −24 | Rebaixado à terceira divisão                             |
| 10  | Grapiúna             | 1   | 9  | 0 | 1 | 8 | 4  | 31 | −27 | Rebaixado à terceira divisão                             |